# Wen Lirong
Wen Lirong (kinesiska: 溫 莉蓉), född den 2 oktober 1969, är en kinesisk fotbollsspelare. Vid fotbollsturneringen under OS 1996 i Atlanta deltog hon i det kinesiska lag som tog silver.